# Ryszard Dzieszyński
Ryszard Dzieszyński (ur. 1 stycznia 1943 w Krakowie) – polski dziennikarz, pisarz, autor książek o tematyce kryminalnej i historycznej.

## Życiorys
Absolwent Wydziału Prawa Uniwersytetu Jagiellońskiego i Podyplomowego Studium Dziennikarskiego UJ. Od 1966 roku pracownik terenowych organów administracji państwowej (Wydział Organizacyjno Prawny i wydział zatrudnienia Urzędu Miasta Krakowa). Od 1973 roku redaktor Głosu Nowej Huty (1973–1976), Trybuny Odrzańskiej w Opolu (1976–1979), Głosu Pracy w Warszawie (1979–1981), Dziennika Polskiego (1981–1984), Echa Krakowa (1984–1986), Profile (1986–1989). Redaktor naczelny „Gazety Kryminalnej” i „Gazety Kryminalnej Obroń się sam” (1994–1995), sekretarz redakcji Miesięcznika Polskiego Stowarzyszenia Prasy Lokalnej „Redaktor” (1995–1998), rzecznik tej organizacji, członek Stowarzyszenia Dziennikarzy Polskich, Stowarzyszenia Dziennikarzy Rzeczypospolitej, Krajowego Klubu Reportażu i Stowarzyszenia Dziennikarzy Absolwentów UJ. Od 1975 wydaje książki o tematyce historycznej i reportażowej. Laureat Klubu Polonijnego SDP i SDRP. Od 1983 roku członek Bractwa Kurkowego w Krakowie. Założyciel i Prezes Bractwa Przyjaciół Wikingów w latach 1995–2000.

## Dorobek literacki
Książki i druki zwarte:
- 1971 Wśród podwawelskich głów
- 1972 Od płaszczyzny do bryły
- 1973 Twarze
- 1978 Kraków w czasie Potopu
- 1977 Orzełka noś spokojnie (w serii Ekspres Reporterów)
- 1978 Kraków w czasie Potopu
- 1980 Krwawa Wigilia
- 1980 Śladami Wilkołaków
- 1980 Pamiętając skąd przychodzimy (w serii Ekspres Reporterów)
- 1984 Miłość pieniądze i śmierć
- 1985 Toga czerwień i Polska
- 1985 Parkiet
- 1986 Leningrad 1941-44
- 1986 Ciemna węsząca żerująca
- 1987 220 lat cukierników w Krakowie
- 1987 GART
- 1988 Saga rodu Adamskich
- 1988 Polak Węgier
- 1989 Siedem szczęśliwych festiwali
- 1989 Piękno i urok świata
- 1989 I ricordi Italiani i Cracovia
- 1992 Szpicbródka i inni
- 1993 Gumisie Koniec czy początek
- 1995 Margines Paryża
- 1995 75 lat Armatur
- 1997 Świetlisty krąg Słońcesława
- 1999 Kocham Kraków (wspólnie z Januszem Michalczakiem)
- 2001 Dwa sny Pana Boga
- 2002 Fiatem przez wieki
- 2003 Złota kotwica (wspólnie z Małgorzatą Chojnacką Dzieszyńską)
- 2003 Nie tylko barwy
- 2004 Bronowice i Mydlniki
- 2005 Węgrzce
- 2005 Magenta i Solferino 1859
- 2007 Sadowa 1866
- 2007 Encyklopedia Nowej Huty (wspólnie z Janem Franczykiem)
- 2009 Sedan 1870

Prócz tego autor około 6 tysięcy tekstów drukowanych w ponad stu tytułach prasowych w kraju i poza granicami m.in. w Austrii, Czechosłowacji, Danii, Litwie, Norwegii, Rosji, USA, Wielkiej Brytanii, Włoszech. Reportaże radiowe.

## Odznaczenia
- Brązowy Krzyż Zasługi
- Srebrny Krzyż Zasługi,
- Zasłużony Działacz Kultury,
- Złota Odznaka Za zasługi dla Ziemi Krakowskiej,
- Medal Towarzystwa Polonia,

Ponadto nagrody dziennikarskie: Brązowe i Srebrne Pióro, Honorowa Odznaka PCK, Odznaka Za zasługi w rzemiośle.